# میشا وارطانیان (سیاست‌مدار)
میشا وارطانیان (ارمنی: Միշա Հովհաննեսի Վարդանյան؛ زادهٔ ۱۱ اکتبر ۱۹۵۵ - درگذشته ۵ سپتامبر ۲۰۰۹) یک سیاستمدار، و اهل ارمنستان بود که از تاریخ ۱۹۹۵ تا تاریخ ۱۹۹۹ سمت نمایندگی دوره اول مجلس ملی جمهوری ارمنستان را برعهده داشت.

## زندگی‌نامه
در ۱۱ اکتبر ۱۹۵۵ در لنیناکان به دنیا آمد و از دانشگاه دولتی علوم پرورشی خاچاطور آبوویان ارمنستان فارغ‌التحصیل شد.  وی در ۵ سپتامبر ۲۰۰۹ در سن ۵۳ سالگی در گیومری درگذشت.